# ゼスプリ・インターナショナル・ジャパン
ゼスプリ・インターナショナル・ジャパン株式会社（登記社名:スプリインターナショナルジャパン株式会社、英: Zespri International(Japan)K.K.）は、東京都港区に本社を置くゼスプリブランドのキウイフルーツを輸入販売する商社である。

## 概要
ニュージーランドに本拠を置くゼスプリ・インターナショナルの日本法人。

## 沿革
- 1992年 - ニュージーランド・キウイフルーツ・マーケティングボード・リミテッド（NZKMB）の日本事務所として設立。
- 2003年 - 愛媛県産ゴールドキウイが市場へ初出荷。
- 2006年 - ゼスプリインターナショナルジャパン株式会社に商号変更し日本法人化。佐賀県産ゴールドキウイが市場へ初出荷。

## 取り扱い品目
- ニュージーランド産 - 秋期に収穫され、4月から12月まで販売。
  - グリーンキウイ
  - ゴールドキウイ
- 愛媛県・佐賀県産 - 秋期に収穫され、10月から4月まで販売。
  - ゴールドキウイ

## イメージキャラクター
- キウイブラザーズ（2016年〜） - オリジナルキャラクター。「グリーン」「ゴールド」の2人組[3]。
- 瀬戸朝香（2014年） - キウ育ママとして出演。
- 剛力彩芽（2013年） - 二代目キウイーハニーとして出演。
- 石原さとみ（2012年） - 永井豪の作品「キューティーハニー」をモチーフにしたキウイーハニーとして出演。
- 藤原紀香（2010年〜2011年）
- ゼスプリオ（2009年秋） - オリジナルキャラクター、辻希美がアフレコ。
- 犬伏まり（2005年） - 「CanCam×Zespri PRESENTS専属オーディション」でグランプリを受賞。坂口憲二と共演。
- 蛯原友里（2003年〜2004年・2006年〜2009年春）- 「ゼスプリゴールドキウイ イメージガールオーディション ゼスプリンセス2003」（主催:フジテレビジョン）でグランプリを受賞。坂口憲二と共演。
- 坂口憲二（2002年〜2009年春）

## イメージソング
- キウイの王子[4]
  - 作詞：山本ワタル 作曲：織田哲郎 振り付け：キウイ鈴木（パパイヤ鈴木） 歌：フウジンライジン

## CMソング
- キウイブラザーズ
  - 恋のマイアヒ〜ゼスプリキウイでアゲリシャス〜（2019年） - 「恋のマイアヒ」（O-Zone）の替え歌[5]。
  - 好きなことを楽しみながら（2020年）
  - ヘルシーは楽しもう（2021年）
  - ヘルシーなのにアゲリシャス（2022年）
  - 小さなキウイ、大きなチカラ（2023年）
- 「キューティーハニー」（前川陽子）の替え歌（2013年）
- 「キューティーハニー」の替え歌（ロック調）（2012年）
- 土屋アンナ
  - JUICY GIRL feat.TheSAMOS（2011年）
- 辻希美
  - ぼくたち、ゼスプリキウイだね。（2009年秋） - 「君たちキウイ・パパイア・マンゴーだね。」（中原めいこ）の替え歌。
- 阪井あゆみ×twenty4-7
  - STRONG BODY（2009年春）
- BoA
  - Sparkling（2008年）
- 浜崎あゆみ
  - blossom（2010年）
  - glitter（2007年）
  - BLUE BIRD（2006年）
- B'z
  - 愛のバクダン（2005年）
- Fortuna（Ragdoll）
  - ONE WISH（2004年）
- Triple Image（en:Triple Image）
  - Last One Standing（2003年）
- 榎本加奈子
  - 好きになっちゃった（2002年）
- GiRL
  - KA・RA・DA（1998年）

## 提供番組
- FNSの日（FNS・FNN）
- 音楽の日（JNN） - 2019年7月13日。 
  - AKB48が出演するコラボCMが放送された。

## 記念日
日本記念日協会制定
- 5月14日 - ゴールドデー。
- 9月1日 - キウイの日。9と1の語呂合わせから
- 9月14日 - グリーンデー。